# Karl Luckscheiter
Karl Luckscheiter (* 1857 in Sulzbach; † 1919) war ein deutscher Architekt.

## Leben und Wirken
Luckscheiter arbeitete seit dem Jahre 1872 in seinem Architekturbüro in der Unteren Neckarstraße in Heilbronn, das er 1889 in die Friedenstraße und 1899 Moltkestraße verlegte. Gemeinsam mit seinem Partner, Ernst Walter, erschuf er mehrere Heilbronner Villen, darunter die Villa Münzing in der Bahnhofstraße 8 sowie die  Villen  Knorr und Teuffel. Auch das Barbarino-Eckgebäude, die Villa Rümelin (Wilhelmstraße) und die Gartenveranda des Hauses Wilhelmstraße 11.
Reiche Fensterlaibungen, auffällig verzierte Balkone, profilierte Gesimsbänder nach italienischen Renaissancevorbildern (Villa Nestle, Bahnhofstraße) und steile Mansardwalmdächer nach französischem Vorbild (Villa Knorr, Bismarckstraße) waren Kennzeichen seiner Bauten.